# Київський одноденний перепис (1874)
Київський одноденний перепис 1874 року — статистичний поіменний перепис народонаселення в Києва, здійснений 2 березня 1874 з ініціативи київського, подільського і волинського генерал-губернатора князя Олександра Дондукова-Корсакова силами Південно-Західного відділу Російського географічного товариства. План проведення перепису підготувала 1873 спеціальна комісія, до її складу входили П. Чубинський (голова комісії), В. Антонович, В. Беренштам, Ф. Вовк та В. Рубінштейн.

## Організація
Для проведення перепису були створені Розпорядчий комітет на чолі з головою відділу Російського географічного товариства Г. Ґалаґаном та Спостережний комітет з 29 членів відділу. Перепис, бюджет якого становив лише 4,5 тис. рублів, провели члени Спостережної ради, близько 450 реєстраторів (студенти) та 30 рахівників. Обробку матеріалів перепису та підготовку їх до друку здійснили П. Чубинський і С. Завойко. Перепис проводився за найновішими на ті роки науковими методиками і дав досить точну картину складу населення міста за мовним та віросповідним критеріями; за господарськими заняттями та рівнем освіти, а також дослідив міграційні чинники і стан житлового фонду.

## Результати
За даними перепису, населення міста з передмістями становило 127 251 особу. В тому числі у місті мешкало 116 774 осіб, а в передмістях — 10 477.
Частини міста в 1874 році за населенням:
- Либідська частина — 20 908
- Плоська частина — 20 632
- Старокиївська частина — 19 377
- Печерська частина — 18 984
- Подільська частина — 15 518
- Лук'янівський квартал — 9606
- Дворцова частина — 6 885
- Куренівський квартал — 4664
- Власне Київ — 116 774

Передмістя Києва в 1874 році за населенням:
- Солом'янка та Протасів Яр — 3 910
- Деміївка та Саперна слобідка — 3 554
- Шулявка — 2 003
- Байкова гора — 1 010
- Передмістя Києва — 10 477

### Мова
Рідна мова населення Києва за даними одноденного перепису 1874 р.
- руська без уточнення наріччя — 48 437 (39,49 %)
- українська — 38 553 (31,43 %)
- євреї — 12 917 (10,53 %)
- великоруська — 9 736 (7,94 %)
- польська — 7 863 (6,41 %)
- німецька — 2 583 (2,11 %)
- французька — 369 (0,30 %)

- Враховувалися за національністю, а не мовою.

Внесення до анкети графи «малоруське наріччя» викликало полеміку в газеті «Киевлянин», газета по суті звинуватила Південно-Західний відділ Російського географічного товариства в штучному нав'язуванні населенню місцевого говору як особливої літературної мови. Від цього часу «Киевлянин» вів активну боротьбу з відділом та українофільством.